# Province cartusienne d'Aquitaine
Ne doit pas être confondu avec l'Aquitaine, ancienne région.
Pour les articles homonymes, voir Aquitaine.
La province d'Aquitaine, en latin : Provincia Aquitaniae, est fondée en 1346.
Pour l’ordre des Chartreux, la définition des provinces correspond à un groupe de maisons et non à un espace géographique.

## Liste des chartreuses
Par ordre de dates de fondation :
- Bonnefoy 1156-1790
- Port-Sainte-Marie 1219-1790
- Le Glandier 1219-1901
- Sainte-Croix-en-Jarez 1280-1790
- La Loubatière 1320-1427
- Cahors 1328-1790
- Vauclaire 1328-1901
- Mortemer 1335-1413
- Castres 1362-1790
- Villefranche-de-Rouergue 1450-1790
- Rodez 1511-1790
- Toulouse 1600-1790
- Bordeaux 1605-1790
- Le Puy 1628-1790
- Mougères 1825-1977
- Montauban 1854-1903 (transfert à Pignerol)
- Nonenque 1928-

## Visiteurs d'Aquitaine
- 1533-1554 : Pierre Sarde, prieur de Notre-Dame de Cahors et visiteur de la province, lorsqu'il est élu prieur de chartreuse et général de l'ordre, en 1554.

- Jean Sarde (†1563) : docteur en théologie, chanoine de Bourges,  prieur de Port-Sainte-Marie, de Glandier, de Vauclaire, premier prieur de Rodez, visiteur de la province d'Aquitaine[1].

- 1568 : Jean de Libra, né à Montauban, il étudie à l'Université de Cahors, y occupe une chaire pendant quelques années, se fait moine à la Chartreuse de Cahors en 1533, prieur de Glandier, puis de Castres en 1545, à Glandier en 1557, visiteur commissaire des trois provinces italiennes et prieur de la chartreuse de Milan, revient d'Italie en 1563, nommé, pour la deuxième fois, prieur de Castres[2], visiteur d'Aquitaine, prieur de Cahors en 1570[3].

- 1596 : Antoine Fabri, prieur de Cahors[4]

- 1610 : Jacques Fradin (†1623), natif d'Angers, profès de Cahors, élu prieur en 1610 et nommé convisiteur, puis prieur de Toulouse et nommé visiteur de la province[5].

- 1642 : Antoine Tixier (†1655), né à Felletin, profès de Toulouse, procureur à Rodez et à Toulouse, prieur de Rodez en 1617, puis de Cahors en 1627. En 1642, prieur à Bordeaux, à Cahors dès l’année suivante, transféré à Toulouse en 1645.

- 1660 : François de la Roche (†1663/64), profès de Port-Sainte-Marie, prieur de la chartreuse de Bordeaux en 1647. En 1660, il est transféré au priorat de Cahors, en même temps convisiteur d’Aquitaine.

- ~1670 : Jean de Boyer (†1684), natif de Murat,  profès de Cahors, prieur de Bordeaux, commissaire général au Portugal, en Espagne, visiteur des chartreuses d'Italie, en Allemagne, convisiteur et visiteur de la province d'Aquitaine, prieur des Castres[6]

- Pierre Lion ou Lyon, né à Toulouse (†1690), profès de la chartreuse de Cahors le 29 juin 1648, vicaire de cette maison, prieur le 15 novembre 1663, transféré en 1684 au priorat de la chartreuse de Castres, puis prieur de celle de Toulouse.

- Joseph Torrilhon (†1706), originaire du Velay, profès de Toulouse, prieur de Castres en 1678, transféré au Puy en 1682, prieur de Bordeaux et convisiteur d’Aquitaine. En 1694, il passe prieur de Cahors et visiteur, redevient en 1701 prieur de Castres, déposé en 1705.

- 1780 : Guillaume Armély (1730-1810), né à Florensac, il est d’abord avocat. Il fait profession à la chartreuse de Toulouse le 8 décembre 1760. Il y est vicaire en 1767, puis coadjuteur à Bonnefoy en 1773, procureur au Puy en 1775, prieur de Toulouse en 1779, visiteur d’Aquitaine l’année suivante, enfin prieur de Montmerle et visiteur de Bourgogne en 1785. En 1790 il opte pour la vie commune. Incarcéré deux fois en 1793-1795 pour son refus d’abdiquer le sacerdoce.

- 1785 : Christophe Gerle (1736-1801), né à Riom, profès de Port-Sainte-Marie, vicaire en 1767, puis prieur de Vauclaire en 1768, de Moulins en 1780, convisiteur d’Aquitaine en 1781, visiteur en 1785, prieur du Val-Dieu[7] la même année et, en 1788, de Port-Sainte-Marie, Élu député à la constituante, il est l'un des organisateurs l'un des organisateurs de l’Église constitutionnelle. Il verse dans l’illuminisme, arrêté pendant la Terreur, se marie et meurt à Paris en 1801.